# آقالار اوشاغی
آقالار اوشاغی (ترکی آذربایجانی: Ağalaruşağı) یک منطقهٔ مسکونی در جمهوری آرتساخ است که در استان کاشاتاق واقع شده‌است.